# ميجان سيلفستر
ميجان سيلفستر (بالإنجليزية: Megan Sylvester)‏ هي غطاسة بريطانية، ولدت في 4 يوليو 1994 في بارنسلي في المملكة المتحدة.